# دوبرومیژ (استان اشوی‌داشکسیه)
دوبرومیژ (به لهستانی: Dobromierz) یک منطقهٔ مسکونی در لهستان است که در گمینا کلوچوسکو واقع شده‌است.